# Борзайкаси
Борзайка́си (рос. Борзайкасы, чув. Пăрсайкасси) — присілок у складі Цівільського району Чувашії, Росія. Входить до складу Медікасинського сільського поселення.
Населення — 47 осіб (2010; 51 у 2002).
Національний склад:
- чуваші — 100 %